# Resistência à tração

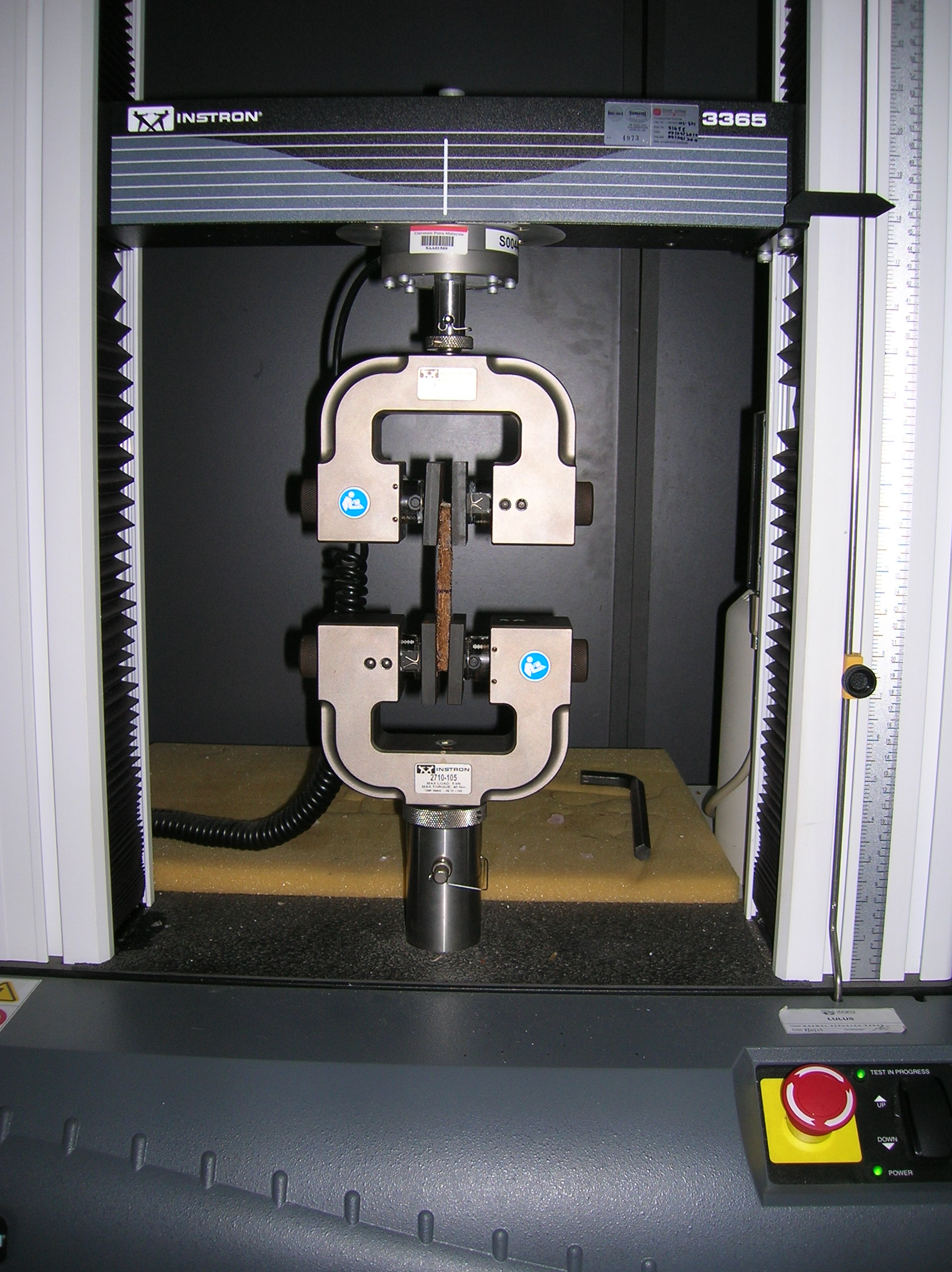
Dois tornos aplicam tensão a um modelo puxando-o, estendendo-se a amostra até a falha (ruptura). A tensão máxima que resiste antes da falha é o seu limite de resistência à tração.

Resistência à tração, tratada também pelo conceito de limite de resistência à tração (LRT), é indicada pelo ponto máximo de uma curva de tensão-deformação e, em geral, indica quando a criação de um "pescoço" (necking) irá ocorrer. Em outros termos é a máxima tensão  que um material pode suportar ao ser esticado ou puxado antes de falhar ou quebrar. Como é uma propriedade intensiva, o seu valor não depende do tamanho da amostra. No entanto, é dependente de outros fatores, como a preparação da amostra, da presença ou ausência de defeitos de superfície, e da temperatura de teste e do material.
Resistência à tracção, junto com o módulo de elasticidade e resistência à corrosão, é um parâmetro importante de engenharia de materiais utilizados nas estruturas e dispositivos mecânicos. É especificado para os materiais, como ligas metálicas, materiais compósitos, cerâmicas, plásticos e madeira. A resistência à tração não é o mesmo que resistência à compressão e os valores podem ser bastante diferentes.
Alguns materiais quebram, sem deformação plástica, no que é chamado de fratura frágil. Outros, que são mais dúcteis, incluindo a maioria dos metais, experimentarão alguma deformação plástica e, possivelmente, estiramento (formação de "pescoço") antes da fratura.
O limite de resistência à tração é usualmente encontrado pela realização de um ensaio de tração e registrando-se a tensão aplicada versus a deformação. O máximo ponto da curva de tensão-deformação é o LRT.
Resistência à tração é raramente usada no projeto de corpos dúcteis, mas eles são importantes para os corpos frágeis. Eles são tabulados para materiais comuns: como ligas metálicas, materiais compósitos, cerâmicas, plásticos, e madeira.
A resistência à tração é definida como uma tensão, que é medida como força por unidade de área. Para alguns materiais não-homogêneos (ou com vários componentes), a resistência à tração  pode ser definida  apenas como uma força ou uma força por unidade de largura. No Sistema Internacional de Unidades (SI), a unidade é o pascal (Pa) ou os seus múltiplos,  como o megapascal (MPa),  ou, ainda, a medida equivalente, que é newton por metro quadrado (N/m²). Uma unidade usual nos Estados Unidos é a libra-força por polegada quadrada (lbf/pol² ou psi) ou seu múltiplo, kilo-libra por polegada quadrada (abreviadamente, ksi ou, às vezes, kpsi), que é igual a 1000 psi,  e é comumente usada como medida de resistência à tração.